# Ophiophragmus
Ophiophragmus is een geslacht van slangsterren uit de familie Amphiuridae.

## Soorten
- Ophiophragmus acutispina (Koehler, 1914)
- Ophiophragmus brachyactis H.L. Clark, 1915
- Ophiophragmus chilensis (Müller & Troschel, 1843)
- Ophiophragmus cubanus (A. H. Clark, 1917)
- Ophiophragmus disacanthus Ziesenhenne, 1940
- Ophiophragmus filograneus (Lyman, 1875)
- Ophiophragmus lonchophorus Ziesenhenne, 1940
- Ophiophragmus luetkeni (Ljungman, 1872)
- Ophiophragmus marginatus (Lütken, 1856)
- Ophiophragmus moorei Thomas, 1965
- Ophiophragmus ophiactoides Ziesenhenne, 1940
- Ophiophragmus papillatus Ziesenhenne, 1940
- Ophiophragmus paucispinus Nielsen, 1932
- Ophiophragmus pulcher H.L. Clark, 1918
- Ophiophragmus septus (Lütken, 1859)
- Ophiophragmus stellatus Ziesenhenne, 1940
- Ophiophragmus tabogensis Nielsen, 1932
- Ophiophragmus wurdemanii (Lyman, 1860)